# Karl Formell
Karl Formell (* 6. März 1881; † 1960 oder 1961 in der DDR) war ein deutscher Zimmerer,  Gewerkschaftsfunktionär und Senator in Danzig (Zentrum).

## Leben
Karl Formell wurde Zimmerer und lebte in Zoppot.
Seit 1920 war er Gewerkschaftssekretär der Christlichen Bauarbeitergewerkschaft der Freien Stadt Danzig. Seit 1924 oder 1925 war er Abgeordneter der katholischen Zentrumspartei im Danziger Volkstag (als Nachrücker). Seit dem  19. August 1925 war Karl Formell nebenamtlicher Senator und blieb dies bis zum 20. Juni 1933 (als einer der am längsten amtierenden Senatoren in Danzig).
Seit etwa 1934 betrieb Karl Formell einen kleinen Verlag mit einer Druckerei, in dem er verschiedene katholische Schriften herausgab.
Am 5. Mai 1936 wurde er mit Albert Posack nach einer Sitzung des Volkstages vor dem Gebäude von Nationalsozialisten zusammengeschlagen, ohne dass die anwesende Polizei eingriff. 
Am 21. Oktober 1937 wurde die Zentrumspartei verboten, im April 1938 gab Formell sein Volkstagsmandat auf, da er nicht bereit war, der NSDAP-Fraktion als Hospitant beizutreten.
Karl Formell lebte mindestens   bis 1941 in Zoppot. Nach dem Krieg emigrierte er in die  DDR, wo er wahrscheinlich 1960 oder 1961 starb.

## Verlag
Karl Formell hatte einen Verlag und eine Druckerei in der Frauengasse 3 seit etwa 1934. Dort erschienen katholische Zeitschriften und weitere Publikationen
Zeitungen und Zeitschriften
- Danziger Volks-Zeitung, 1934–1937, Organ der Zentrumspartei, 1937 verboten
- In den Wogen der Zeit. Wochenschrift für Christentum und Kultur, Heimat und Volk, Belehrung und Unterhaltung, 1937–1941
- Der katholische Arbeiter. Verbandsblatt der katholischen Arbeitervereine der Freien Stadt Danzig, 1939

Weitere Publikationen (Auswahl)
- Johannes Maier: Das Alte Testament die Grundlage des christlichen Glaubens, 1935
- Franz Steffen: Erinnerungen eines als "Separatist" und "Landesverräter" Geschmähten aus den Kampfjahren 1918/20, 1936
- V. Papenfuß: Geschichte der katholischen Kirche in Danzig, 1937
- Ruprecht Dausmann: Granit unter den Füssen. Beiträge zur religiosen Schulung, um 1937
- Die St. Nikolai-Basilika zu Danzig, 1938
- Joseph Rink: 	Die im Weltkriege 1914–1918 aus den Koschneiderdörfern Gefallenen, 1940